# End the Fed
End the Fed är titeln på den amerikanske republikanske politikern Ron Pauls Federal Reserve-kritiska bok, utgiven 2009. Boken har fått stor spridning och även legat högt på New York Times Best Seller list. Med boken vill Ron Paul, som influerats starkt av den österrikiska skolan, förklara varför han anser att Federal Reserve bör avskaffas å det snaraste. Detta eftersom Federal Reserve, som han ser det, ligger bakom dollarns urholkning, en rad andra ekonomiska problem, och till och med är delansvariga för flera storskaliga krig. Den lågräntepolitik som centralbanken förde under 2000-talet ser han också som en stor orsak till finanskrisen som bröt ut 2007/2008 i USA och som sedan spred sig över världen. Boken innehåller också utdrag från hans utfrågningar av Alan Greenspan och Ben Bernanke samt historiska och libertarianska perspektiv på ekonomi och politik. Bokens titel, "End the Fed", anspelar på den proteströrelse på högerkanten som under de senare åren låtit höra tala om sig. "End the Fed" har helt enkelt blivit ett av den rörelsens viktigaste slagord. 

## Influenser
Ron Paul skriver i boken att han blev intresserad av monetära frågor tämligen tidigt. Som ung samlade han på mynt och, eftersom han föddes 1935, minns han också regeringens kampanj för att köpa krigsobligationer under Andra världskriget. Han frågade sin bror: Varför trycker de helt enkelt inte de pengar som de behöver?, varpå brodern svarade: Om de gjorde det då skulle pengarna inte vara värda nåt. På 1960-talet upptäckte Ron Paul texter av ekonomer som Ludwig von Mises, F.A. Hayek, Murray Rothbard och Hans F. Sennholtz. Hayeks Vägen till träldom var hans första möte med österrikiska ekonomiska skolan. Flera år senare, runt 1980, fick han tillfälle att träffa Hayek personligen under en lång middag. Mötet stärkte hans intresse för och tilltro till den österrikiska skolan. Den ekonom från den österrikiska skolan som han lärde känna bäst var dock Murray R. Rothbard. Dennes bok America's Great Depression beskriver han till exempel som en riktig ögonöppnare, liksom även What Has Government Done to Our Economy?.

## Centralbanker och krig
Ron Paul menar att det inte är någon tillfällighet att 1900-talet varit de totala krigens århundrade, med två världskrig med mera, såväl som centralbankernas århundrade. 

## Utfrågningarna av Greenspan och Bernanke
- Den 11 september 2004 undrade Ron Paul vilka tecken (i ekonomin) som enligt Greenspan borde föranleda en återgång till guldmyntfoten. Greenspan förklarade som svar att han inte i nuläget såg någon fördel i en återgång till guldstandarden.

- Den 18 juli 2007 uttryckte Ron Paul sin oro för det negativa sparandet i USA, och att gapet fylls upp genom pengar som skapas ur tomma luften ("money out of thin air") och genom omfattande lån från andra länder. Han frågade Bernanke hur han såg på detta. Bernanke menade å sin sida att man måste lägga ihop hushållens sparande och företagens sparande, och då får man en positiv summa, det vill säga att det finns ett nettosparande i USA. Dock medgav han att USA lånar mycket pengar från andra länder och att USA bör arbeta på att minska skulden över tid.